# 宮地神社 (七所宮)
宮地神社（みやじじんじゃ）は、熊本県熊本市南区城南町に鎮座する神社である。通称 七所宮 （しちしょうぐう）として知られる。旧社格は郷社。

## 由緒
770年（宝亀元年）、阿蘇大宮司が勧請した。1183年（寿永2年）、源頼朝が関東永池より八幡神を勧請し、主祭神として7柱の神を祀るため 七所宮 と称し、隈庄城の鎮守として崇拝を受けてきた。
戦乱の影響などで衰退したが、加藤清正公、細川重賢公らにより再建・修築された。楼門は江戸時代末期に建立されたもの。
1868年（明治元年）に宮地神社と改称。1882年（明治15年）郷社に列した。1975年（昭和50年）、鎮座1200年祭を斎行した。

## 御祭神
- 一宮 - 健磐龍命（阿蘇神社の主祭神。神武天皇の御孫）
- 二宮 - 八幡宮（応神天皇）
- 三宮 - 八井耳玉命（甲佐大神）
- 四宮 - 速瓶玉神（国造大神）
- 五宮 - 金凝神（綏靖天皇）
- 六宮 - 新彦神（田鶴原大明神）
- 七宮 - 雨宮大神（四宮・速瓶玉神の妃）

## 例祭日
- 10月15日

## 寓話
- 七所宮の夜泣き貝

雨が降る日、神社の境内にある楠に小さな巻貝が現れる。その巻貝を子供の枕の下に敷くと、子供の夜泣きが止まると言われている。